# Rhagoletis meigenii
Rhagoletis meigenii är en tvåvingeart som först beskrevs av Friedrich Hermann Loew 1844.  Rhagoletis meigenii ingår i släktet Rhagoletis och familjen borrflugor. Arten är reproducerande i Sverige. Inga underarter finns listade i Catalogue of Life.